# Beauchamps (Manche)
Beauchamps is een gemeente in het Franse departement Manche (regio Normandië) en telt 354 inwoners (1999). De plaats maakt deel uit van het arrondissement Avranches.

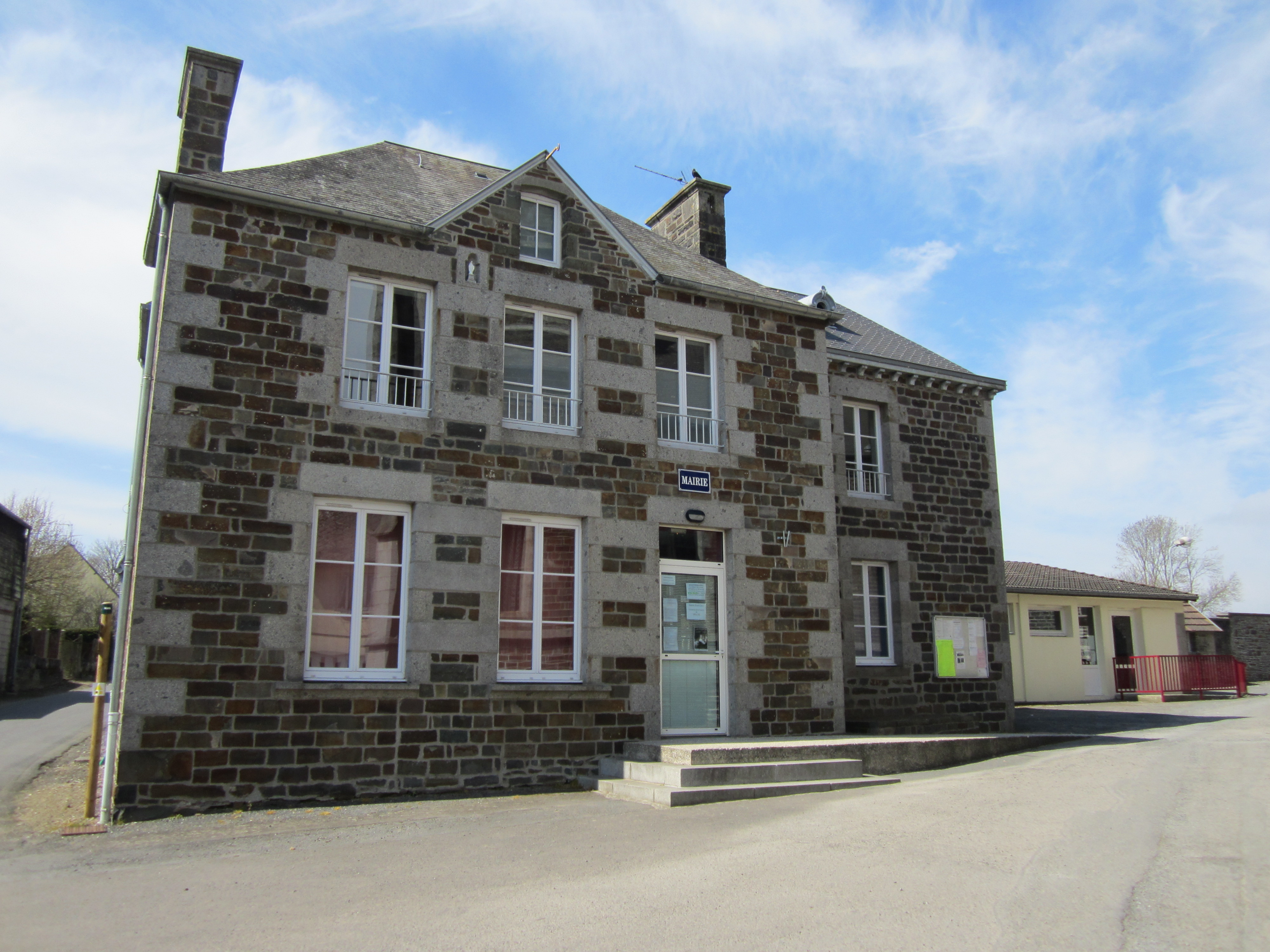
Gemeentehuis
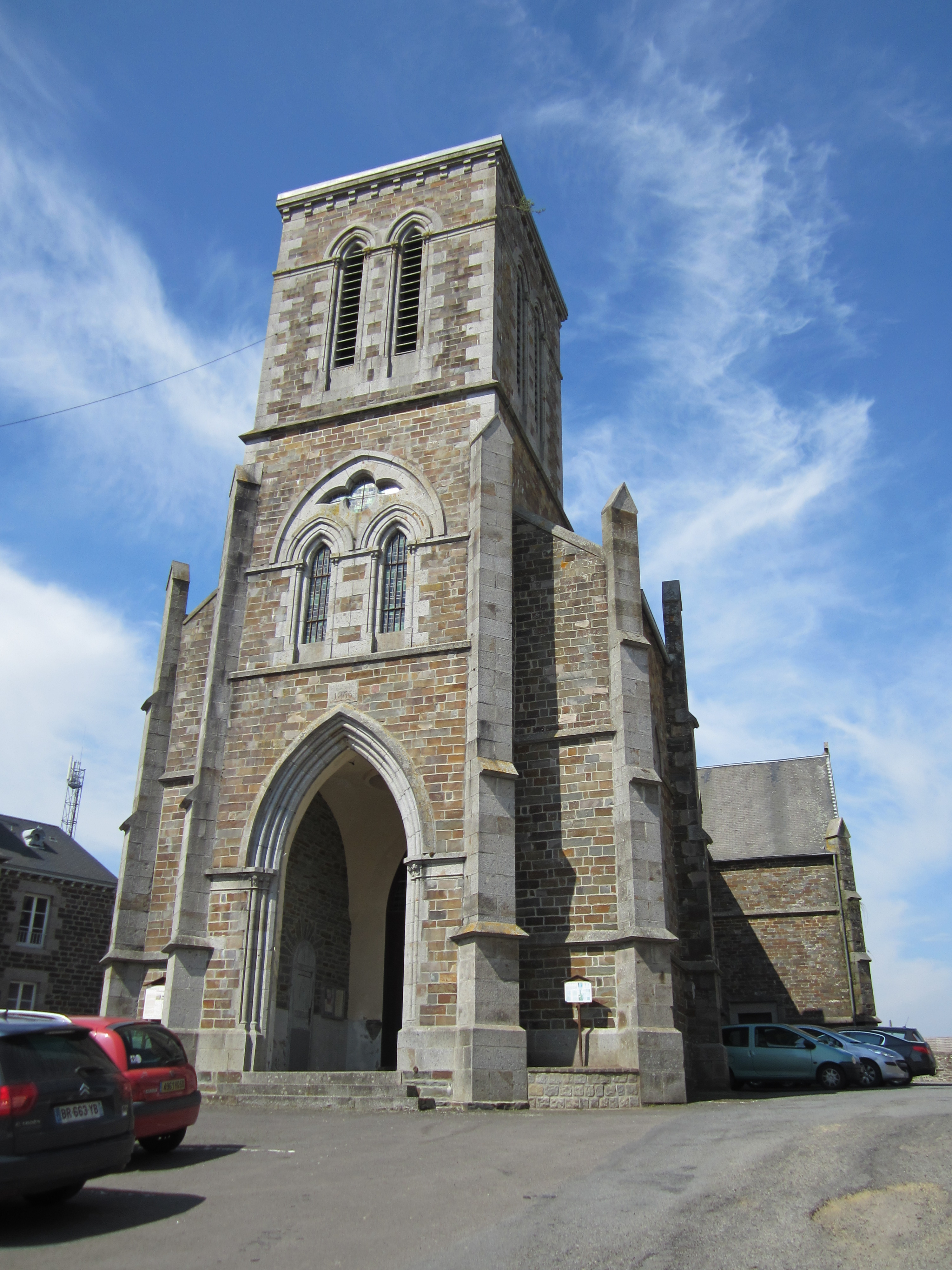
Kerk van St. Crespin

## Geografie
De oppervlakte van Beauchamps bedraagt 4,1 km², de bevolkingsdichtheid is 86,3 inwoners per km².
De onderstaande kaart toont de ligging van Beauchamps (Manche) met de belangrijkste infrastructuur en aangrenzende gemeenten.

## Demografie
Onderstaande figuur toont het verloop van het inwonertal (bron: INSEE-tellingen).
1. ↑  Populations de référence 2022.